# Episodi di Heartbeat (undicesima stagione)
L'undicesima stagione della serie televisiva Heartbeat è stata trasmessa in anteprima nel Regno Unito dalla ITV1 tra il 28 ottobre 2001 e il 14 aprile 2002.
| nº | Titolo originale         | Titolo italiano | Prima TV UK      | Prima TV Italia |
| -- | ------------------------ | --------------- | ---------------- | --------------- |
| 1  | Sweet Sixteen            | inedito         | 28 ottobre 2001  | inedito         |
| 2  | She's Leaving Home       | inedito         | 4 novembre 2001  | inedito         |
| 3  | Russian Roulette         | inedito         | 11 novembre 2001 | inedito         |
| 4  | Legacies                 | inedito         | 18 novembre 2001 | inedito         |
| 5  | Home Sweet Home          | inedito         | 25 novembre 2001 | inedito         |
| 6  | Old Masters              | inedito         | 2 dicembre 2001  | inedito         |
| 7  | The Rivals               | inedito         | 9 dicembre 2001  | inedito         |
| 8  | Home to Roost            | inedito         | 15 dicembre 2001 | inedito         |
| 9  | Uninvited Guests         | inedito         | 23 dicembre 2001 | inedito         |
| 10 | No Hiding Place          | inedito         | 30 dicembre 2001 | inedito         |
| 11 | A Gentleman's Sport      | inedito         | 6 gennaio 2002   | inedito         |
| 12 | Closing the Book         | inedito         | 13 gennaio 2002  | inedito         |
| 13 | The Leopard's Spots      | inedito         | 20 gennaio 2002  | inedito         |
| 14 | From Ancient Grudge      | inedito         | 27 gennaio 2002  | inedito         |
| 15 | The Great Ming Mystery   | inedito         | 3 febbraio 2002  | inedito         |
| 16 | Second Chances           | inedito         | 10 febbraio 2002 | inedito         |
| 17 | Sympathy for the Devil   | inedito         | 17 febbraio 2002 | inedito         |
| 18 | Coming of Age            | inedito         | 24 febbraio 2002 | inedito         |
| 19 | Love Hurts               | inedito         | 3 marzo 2002     | inedito         |
| 20 | Windows of Opportunity   | inedito         | 10 marzo 2002    | inedito         |
| 21 | The Shoot                | inedito         | 17 marzo 2002    | inedito         |
| 22 | Class Act                | inedito         | 31 marzo 2002    | inedito         |
| 23 | Caught in the Headlights | inedito         | 7 aprile 2002    | inedito         |
| 24 | Love's Sweet Dream       | inedito         | 14 aprile 2002   | inedito         |